# Équipe de Turquie espoirs de football
Maillots
L'équipe de Turquie espoirs de football est une sélection des meilleurs jeunes footballeurs turcs, constituée sous l'égide de la Fédération de Turquie de football. Elle prend part au championnat d'Europe espoirs, organisé tous les deux ans par l'UEFA. L'âge limite pour participer au tournoi est de 21 ans au début de la phase de qualification.
L'équipe participe une seule fois à la phase finale du championnat d'Europe espoirs, en 2000, où elle ne dépasse pas le 1er tour.
Le sélectionneur de l'équipe de Turquie espoirs de football est Hami Mandıralı, l'entraîneur Zeki Önatlı, et l'entraîneur des gardiens se nomme Mehmet Tezcan.
Le 19 novembre 2019, la formation turque espoirs est humiliée par Andorre 0-2, lors d'un match comptant pour les Éliminatoires du Championnat d'Europe de football espoirs 2021. Cette défaite ne permettra pas à la formation turque de se qualifier pour la suite de la compétition.

## Effectif actuel
Les joueurs suivants ont été appelés pour un match amical face à la  Géorgie le 27 septembre 2022.
Gardiens
- Emre Bilgin
- Ertuğrul Çetin
- Arda Özçimen

Défenseurs
- Serdar Saatçı
- Ahmetcan Kaplan
- Taha Altıkardeş
- Emin Bayram
- Erdem Gökçe
- Kazımcan Karataş
- Efecan Mızrakçı
- Seyhan Yiğit

Milieux
- Ali Kaan Güneren
- Umut Güneş
- Doğucan Haspolat
- Kerem Atakan Kesgin
- Kartal Yılmaz
- Emirhan İlkhan
- Burak İnce
- Cem Türkmen

Attaquants
- Ali Akman
- Oğuz Aydın
- Gökdeniz Bayrakdar
- Enis Destan
- Polat Yaldır
- Bertuğ Yıldırım
- Yusuf Barası
- Barış Alper Yılmaz
- Aral Şimşir